# Маяк Джорджес-Айленд
Маяк Джорджес-Айленд (англ. Georges Island Lighthouse) — маяк, расположенный на небольшом острове Джоржес-Айленд в черте города Галифакс, графство Галифакс, провинция Новая Шотландия, Канада. Построен в 1876 году. Автоматизирован в 1972 году.

## История
Остров Джоржес-Айленд, названный в честь короля Георга II, расположен напротив порта столицы провинции Новая Шотландия города Галифакс. В 1750 году на острове была размещена артиллерийская батарея. Остров также служил тюрьмой во время депортации акадийцев в 1755—1763 годах. В 1798 году на острове построили звездообразный форт. В 1812 году внутри форта построили башню мартелло. в 1860-х годах форт был перестроен и стал преимущественно подземным. Петицию с просьбой о строительстве маяка на острове парламент Новой Шотландии одобрил ещё в 1857 году. Но средства на его строительство нашлись в бюджете только в 1875 году, в том же году строительство было завершено и маяк был введён в эксплуатацию 15 января 1876 года. Он представлял собой деревянную квадратную башню высотой 6,5 метров, стоимость строительства составила $1300. В 1889 году на маяк был установлен противотуманный колокол. Для того, чтобы разместить новый световой сигнал, в 1903 году была построена новая белая деревянная квадратная башня маяка высотой 10,5 метров. В 1913 году на маяк установили линзу Френеля четвёртого поколения. В 1916 году пожар уничтожил маяк. В 1917 году была построена новая восьмиугольная белая бетонная башня высотой 16 метров по тому же проекту, что и построенный позже маяк Луисбурга. Рядом был построен кирпичный дом смотрителя. Эти строения сохранились до наших дней. В 1970 году маяк был электрифицирован, а в 1972 — автоматизирован. В 1965 году Джорджес-Айленд был объявлен Национальным историческим памятником. В настоящее время маяк служит музеем.